# 長岡移動電話システム
長岡移動電話システム株式会社（ながおかいどうでんわシステム）は、新潟県長岡市にあるコミュニティFMラジオ放送局。ステーションネームはFMながおか（エフエムながおか）およびFMながおか807（えふえむながおかはちまるなな）。

## 概要
社名の通り、元は簡易自動車電話システムのCRP（コンビニエンス・ラジオ・ホン）を「SYSCO（シスコ）」のブランド名で運営していた。
FMながおか開局前の1997年（平成9年）に長岡まつり協議会が開設したイベント放送局「長岡まつりFM・FM三尺玉」では中継用にSYSCOの携帯端末や車載端末が使用された他、スタッフの派遣など技術面での実質的運営を行った。このイベントFM局と現在のFMながおかに直接の関係はないが、このイベントFM局の実績が、FMながおかの開局と後述する長岡まつり特番「FM三尺玉」へと間接的に繋がっている。また、元通信会社としての実績を生かして、近隣を含む全国各地のコミュニティFM局への技術支援も積極的に行っている。
番組はサービスエリア内各地の地域情報を主体とした自社番組とJ-WAVEによる配信番組で構成されていたが、2024年4月1日9時をもって配信番組はミュージックバードからの供給に切り替わった。
また、毎年8月1日 - 3日に開催される長岡まつり（8月1日は前夜祭）の際には、前述イベントFM局の局名であった「FM三尺玉」をタイトルとした特別番組を編成し、長岡大花火大会の生中継などを行っている。
2005年（平成17年）4月、2006年（平成18年）1月、2010年（平成22年）3月の市町村合併により長岡市域が拡がったため、2007年（平成19年）12月1日に栃尾地域と山古志地域に中継局を設置した。それにより近隣コミュニティ局との混信の可能性が出たことから、これに先立つ同年11月20日より、周波数を「長岡まつりFM」時代からの76.4MHzから80.7MHzへと変更した。また、2008年（平成20年）12月より寺泊地域、小国地域、和島地域、大積地区、2010年（平成22年）2月より中之島地域、同年3月より与板地域、2011年（平成23年）2月に山本山（川口地域）の中継局が開局した。
また、2011年4月に中之島中継局が5Wから15Wに増力されて見附市が放送エリアに加わり、同年12月には山本山中継局が1Wから20Wに増力されて小千谷市が放送エリアに加わった。
2011年（平成23年）3月に起こった東北地方太平洋沖地震では、被災地域では設立が困難である臨時災害放送局の技術や機材等の協力を行っており、2011年6月現在で宮城県山元町、亘理町、南三陸町及び茨城県高萩市の臨時災害放送局の設立に協力している。

## ながおかさいがいエフエム

### 概要
2004年（平成16年）10月23日に発生した新潟県中越地震の被災地の状況をきめ細かく報道するため、長岡市が免許人となり、臨時災害放送局「ながおかさいがいエフエム」が同年10月27日よりFMながおかの放送設備と周波数を活用して開設された。送信出力を通常の20Wから50Wに増力して、自社製作を行う7:00 - 20:00を災害情報番組に充てた。
- 免許主体：長岡市
- 周波数：76.4MHz
- 空中線電力：50W
- 免許有効期間：2004年10月27日 - 2005年1月26日
- 放送区域：長岡市、越路町、三島町、与板町、見附市、中之島町、小千谷市の各一部地域（地名はいずれも当時）

自然災害による臨時災害放送局が開設されたのは、1995年（平成7年）2月 - 3月に神戸市が阪神・淡路大震災被災者に向けて放送したFM796 フェニックス、そして2000年（平成12年）5月 - 2001年（平成13年）3月にかけて有珠山噴火に伴って北海道虻田町が開設したFMレイクトピア以来だが、既存のコミュニティ放送の電波を使った臨時災害放送局は今回が初めてのケースである。また、これに伴い小千谷市役所にも臨時のスタジオを開設している。
なお、長岡市の臨時災害放送局とは別に、同年10月28日からは十日町市においても臨時災害放送局・十日町市災害FM局が開局し、被災者に対してきめ細かい情報を提供した。

### 放送内容
- 地震発生直後
新潟県中越地震の発生時間は生放送番組の無い土曜日夕方であり、局内に人は不在だった。15時まで放送されていた午後の生番組「SMILING ON SATURDAY　みんな集まれ生放送!」のミキサー兼サブパーソナリティだった佐野護（2021年現在放送局長）は番組の残務などの仕事を済ませ帰宅途中だったが急遽引き返し約10分後に到着、ヘルメットを被っての緊急放送を開始した。その最中にも震度5弱や5強の余震でスタジオを大きく揺さぶられながらも放送を続ける。

前述の通り臨時災害放送局としての機能も果たしながら安否情報、営業店情報、生活情報を11月5日まで24時間体制で続け、11月6日 - 30日までは朝2時間・昼1時間・夕方2時間、12月1日 - 30日まで朝夕各1時間実施した。
一方、外国人被災者への情報提供のため、神戸市のコミュニティ放送局FMわぃわぃの協力で、英語や中国語、ポルトガル語（日系ブラジル人向け）での放送を12月30日まで実施した。
この一連の放送スタッフの奮闘ぶりは全国マスコミにも何度か紹介され、その年度の放送関係の賞を複数受賞した。2005年には「FMながおか」として第31回放送文化基金賞個人・グループ部門（放送文化分野）、2004年度放送ウーマン賞の日本女性放送者懇談会35周年特別賞を受賞。

## 緊急告知ラジオ
中越地震後の2009年（平成21年）、当局代表が関連会社となるワキヤ技研を設立し、緊急告知ラジオの生産を開始した。同年9月1日から、緊急警報放送の運用を開始した。NHKなどで導入されている緊急警報放送とは異なる「Comfis」方式と呼ばれる信号で起動するようになっており、起動の確実性を高めているとされる。
Comfis方式は隣接地域のエフエム魚沼でも導入されている。